# Касымжанов, Орткали
Орткали Касымжанов (род. 1940; село  Аркат, Абайский район, Семипалатинская область, Казахская ССР — неизвестно) — казахстанский старший чабан совхоза имени З. Белимбаева Абайского района. Полный кавалер ордена Трудовой Славы.

## Биография
Родился в 1940 году в селе Аркат Абайского района Семипалатинской области Казахской ССР.
С детства был приучен к хозяйству и помощи. Помогал и трудился в животноводстве. Работал чабаном по выпасу овец в 1-м отделении местного совхоза «Аркатский». В 1983 году данный совхоз был переименован в совхоз имени Закария Белимбаева. Возглавлял чабанскую бригаду, которая добивалась под его руководством стабильно высоких показателей по приходу молодняка и настригу шерсти в своей отаре овец. В своё время отправился проходить службу в Советской армии, после чего вернулся обратно на родину.

## Звания и награды
- Орден Трудовой Славы
  - 3-й степени (14.02.1975)
  - 2-й степени (24.12.1976)
  - 1-й степени (07.07.1986)